# Peugeot 308 I
| Crashtest-Ergebnisse          |                                 |
| Sterne im Euro-NCAP-Crashtest | 5 Sterne im Euro-NCAP-Crashtest |
| Insassenschutz                | 82 % (30 Punkte)                |
| Kindersicherheit              | 81 % (40 Punkte)                |
| Fußgängerschutz               | 53 % (19 Punkte)                |
| Aktive Sicherheit             | 83 % (6 Punkte)                 |

Der Peugeot 308 I ist ein zwischen 2007 und 2015 produziertes Pkw-Modell der Kompaktklasse von Peugeot. Auf derselben Bodengruppe basieren auch die Modelle Peugeot 3008, Peugeot RCZ und der Citroën C4.
Im Jahre 2009 wurde unter der Bezeichnung 308 CC ein Coupé-Cabriolet mit einem elektro-hydraulisch versenkbaren Metallklappdach vorgestellt.

## Allgemeines
Der Peugeot 308 wurde offiziell am 5. Juni 2007 in Barcelona vorgestellt. Die Vermarktung begann am 20. September 2007.
In Verbindung mit dem 1,6-Liter-Motor mit 129 kW (175 PS) (THP 175) erhielt der 308 einen Kühlergrilleinsatz mit geraderen Linien in der Frontschürze und einigen sportlicheren Elementen.
Der Kombi wurde im Mai 2008 als 308 SW auf den Markt gebracht, der wie der 307 SW mit einem Panorama-Glasdach lieferbar war. Das Coupé-Cabriolet 308 CC war ab April 2009 erhältlich und hatte wie sein Vorgänger ein faltbares Stahldach.
Mitte 2010 wurde die Produktion der dreitürigen Schrägheckvariante eingestellt.
Das seit April 2010 produzierte in China, aber auch Südamerika angebotene Modell Peugeot 408 ist eine Stufenheckvariante des 308. Parallel dazu wird dort seit Anfang 2012 ein 308 Stufenheck angeboten.

## Motorisierung
Die Motorenpalette umfasst vier Otto- und drei Dieselmotoren. Die Ottomotoren sind ein 1,4-Liter-Triebwerk mit 70 kW, ein 1,6-l-Motor mit 88 kW sowie zwei Turbo-Motoren mit ebenfalls jeweils 1,6 Litern Hubraum und 110 kW (103 kW in Kombination mit einer Vierstufen-Automatik) sowie 128 kW. Bei den Dieselmotoren gab es den 1,6 HDi mit 66 kW und 80 kW sowie ein 2,0-Liter-Aggregat mit 100 kW. Bei Modelleinführung waren vier der sieben Motoren an ein Fünfgang-Schaltgetriebe gekoppelt, die beiden leistungsstärkeren Diesel und der leistungsstärkste Ottomotor hatten Sechsgang-Getriebe. Zudem gab es wahlweise eine Vierstufen-Automatik für die 1,6-Liter-Ottomotoren, eine Sechsstufen-Automatik mit manueller Schaltgasse für den 2,0-Liter-Dieselmotor und ein elektronisch gesteuertes 6-Gang-Schaltgetriebe ESG6 für den 80-kW-Diesel.
Ungewöhnlich für diese Fahrzeugklasse ist der Einsatz von Twin-Scroll-Turboladern, die von BorgWarner Turbo Systems entwickelt wurden. Die Drehmomentwerte der Ottomotoren ab 103 kW erreichen damit die typische Durchzugscharakteristik von Dieselmotoren.

### Ottomotoren
| Modell          | Hubraum  | Zylinder | Leistung kW (PS) bei 1/min | Drehmoment Nm bei 1/min | Bauzeit             | Varianten          |
| --------------- | -------- | -------- | -------------------------- | ----------------------- | ------------------- | ------------------ |
| 1.4 VTi 95      | 1397 cm³ | 4        | 70 (95) bei 6000           | 136/4000                | 09/2007–04/2010     | Schrägheck, SW     |
| 1.4 VTi 98      | 1397 cm³ | 4        | 72 (98)/6000               | 136/4000                | 03/2012–02/2014     | Schrägheck, SW     |
| 1.4 VTi 100     | 1397 cm³ | 4        | 72 (98)/6000               | 136/4000                | 05/2010–02/2012     | Schrägheck, SW     |
| 1.6 VTi 120     | 1598 cm³ | 4        | 88 (120)/6000              | 160/4250                | 09/2007–08/2013     | Schrägheck, SW, CC |
| 1.6 THP 140 (1) | 1598 cm³ | 4        | 103 (140)/6000             | 240/1400                | 09/2007–04/2010     | Schrägheck, SW     |
| 1.6 THP 150     | 1598 cm³ | 4        | 110 (150)/5800             | 240/1400–3500           | 09/2007–04/2010     | Schrägheck, SW, CC |
| 1.6 THP 155     | 1598 cm³ | 4        | 115 (156)/6000             | 240/1400–4000           | 05/2010–03/2015     | Schrägheck, SW, CC |
| 1.6 THP 175     | 1598 cm³ | 4        | 128 (174)/6000             | 240 (260) (2)/1600      | 03/2008–04/2010     | Schrägheck, SW     |
| 1.6 THP 200 GTi | 1598 cm³ | 4        | 147 (200)/5800             | 275/1700–4500           | 06/2010–03/2013 (3) | Schrägheck, CC     |

VTi= Variable valve lift and Timing injection; THP= Turbo High Pressure

### Dieselmotoren
| Modell              | Hubraum  | Zylinder | Leistung kW (PS) bei 1/min | Drehmoment Nm bei 1/min | Bauzeit         | Varianten          |
| ------------------- | -------- | -------- | -------------------------- | ----------------------- | --------------- | ------------------ |
| 1.6 HDi FAP 90      | 1560 cm³ | 4        | 66 (90)/4000               | 215/1750                | 09/2007–04/2010 | Schrägheck         |
| 1.6 HDi FAP 90      | 1560 cm³ | 4        | 68 (92)/4000               | 230/1750                | 05/2010–02/2012 | Schrägheck, SW     |
| 1.6 HDi FAP 92      | 1560 cm³ | 4        | 68 (92)/4000               | 230/1750                | 03/2012–08/2013 | Schrägheck, SW     |
| 1.6 HDi FAP 110     | 1560 cm³ | 4        | 80 (109)/4000              | 240/1750                | 09/2007–04/2010 | Schrägheck, SW     |
| 1.6 HDi FAP 110     | 1560 cm³ | 4        | 82 (112)/3600              | 270/1750                | 05/2010–10/2014 | Schrägheck, SW, CC |
| 2.0 HDi FAP 135 (1) | 1997 cm³ | 4        | 100 (136)/4000             | 320/2000                | 09/2007–09/2010 | Schrägheck, SW     |
| 2.0 HDi FAP 140     | 1997 cm³ | 4        | 103 (140)/4000             | 320/2000                | 04/2009–04/2011 | Schrägheck, SW, CC |
| 2.0 HDi FAP 150     | 1997 cm³ | 4        | 110 (150)/3750             | 340/2000                | 04/2011–02/2014 | Schrägheck, SW     |
| 2.0 HDi FAP 160 (2) | 1997 cm³ | 4        | 120 (163)/3750             | 340/2000                | 03/2012–03/2015 | Schrägheck, SW, CC |
| 2.0 HDi FAP 165 (2) | 1997 cm³ | 4        | 120 (163)/3750             | 340/2000                | 10/2010–02/2012 | Schrägheck, SW, CC |

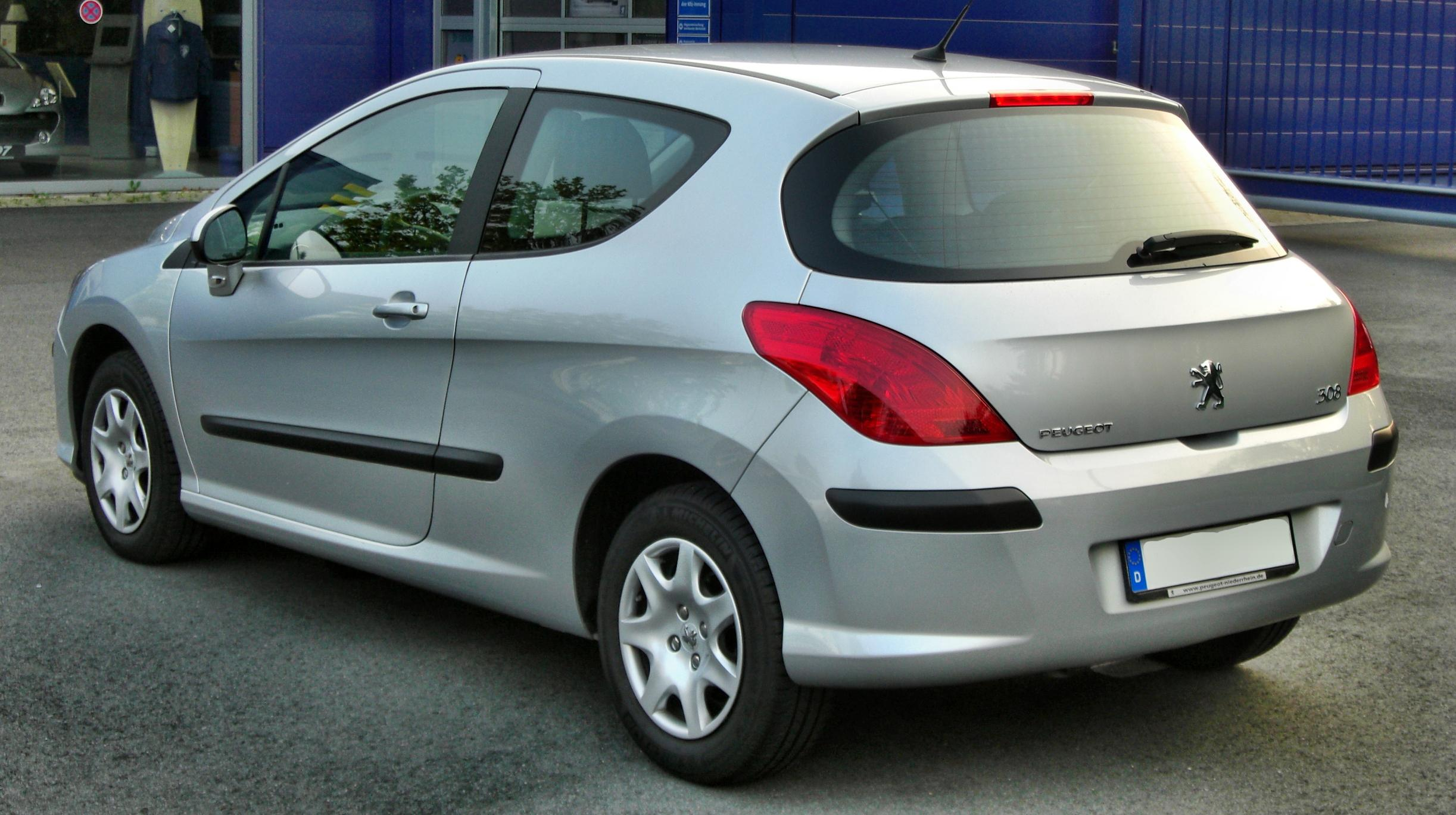
Peugeot 308 Dreitürer (2007–2010)
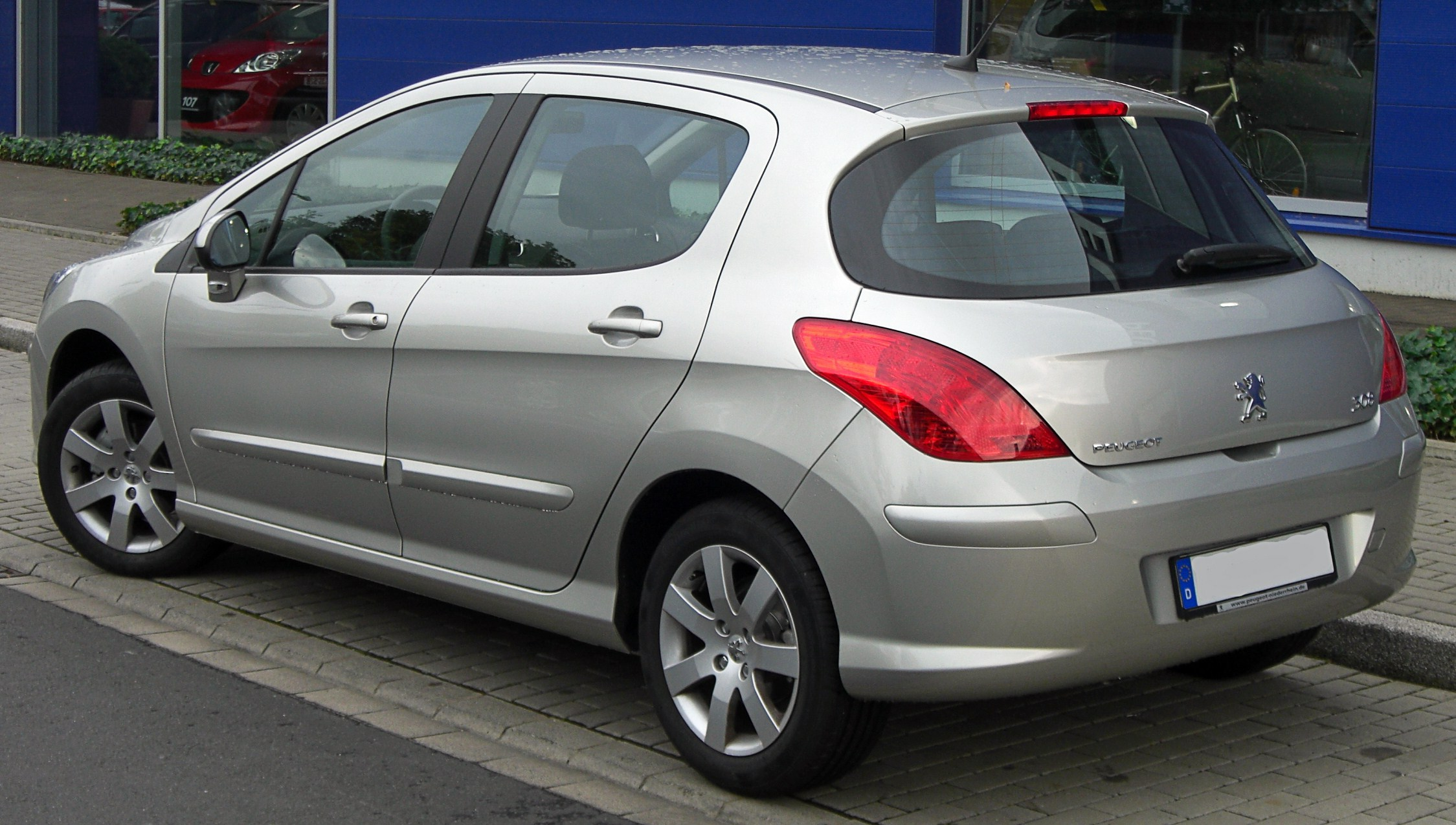
Peugeot 308 Fünftürer (2007–2011)
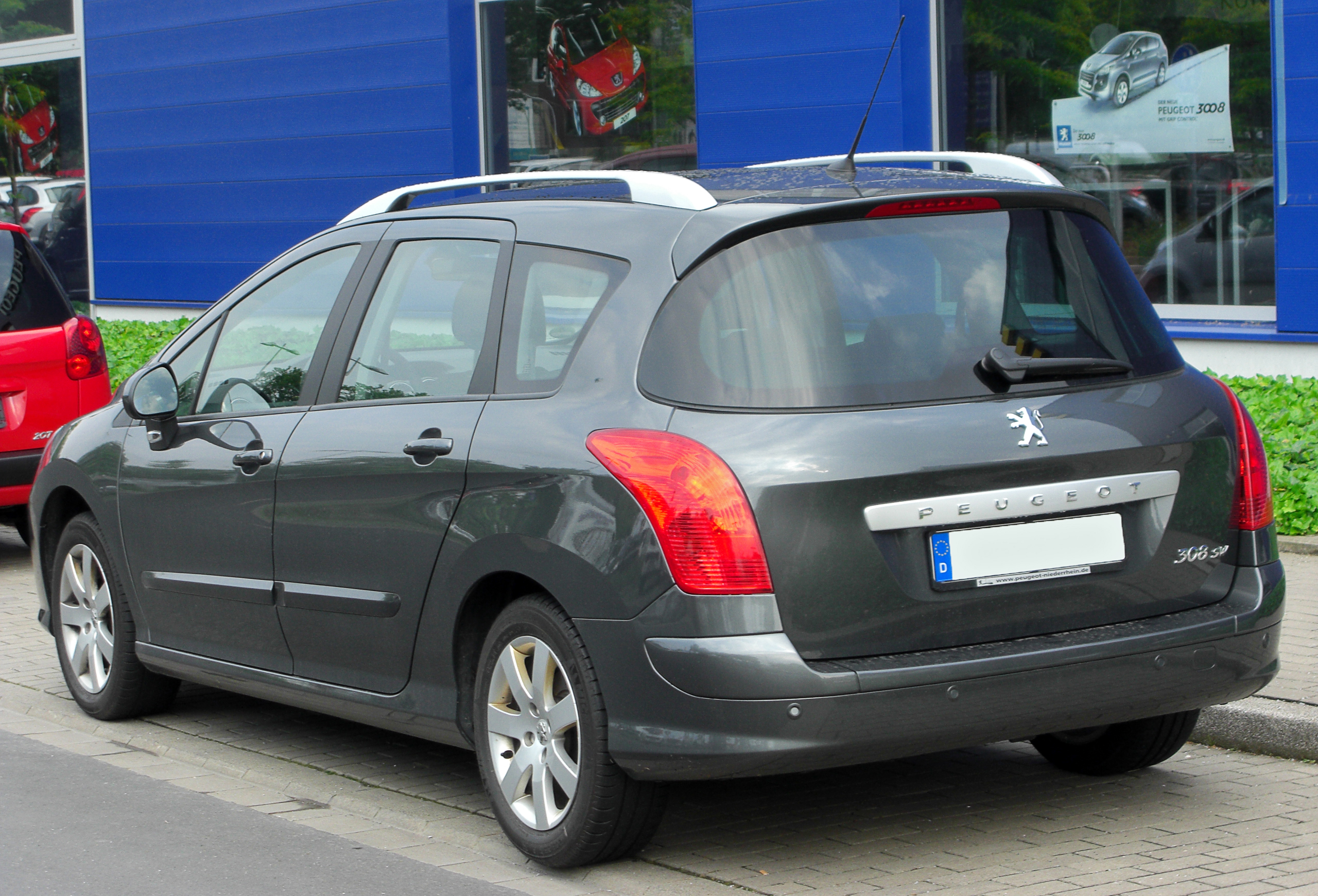
Peugeot 308 SW (2008–2011)
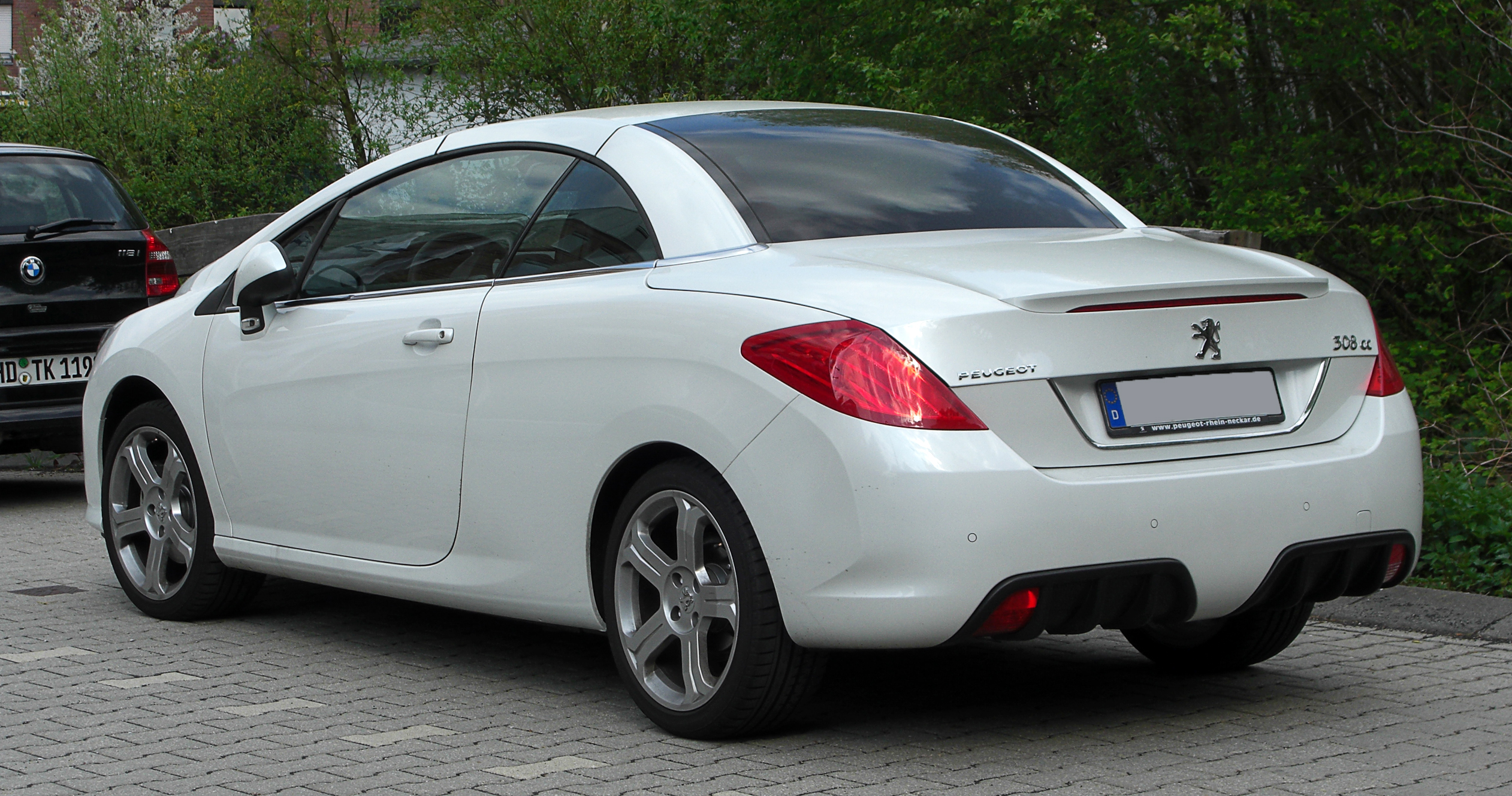
Peugeot 308 CC (2009–2011)

## 308 CC

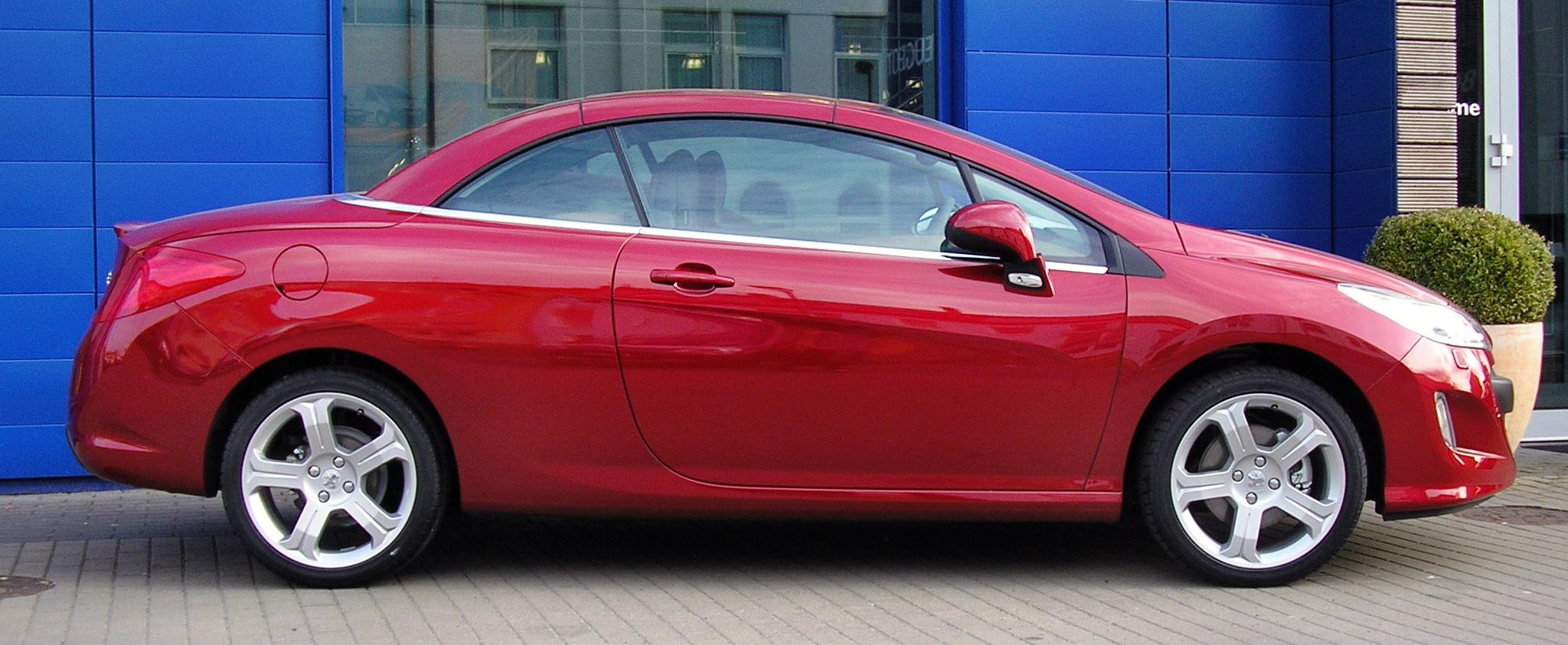
Peugeot 308 CC (2009)

Der 308 CC folgte im April 2009 und ist ein viersitziges Coupé-Cabriolet mit einem elektro-hydraulisch versenkbaren Metallklappdach. Das Verdeck öffnet und schließt auf Knopfdruck in 20 Sekunden und lässt sich sowohl im Stand wie auch bei Fahrt mit bis zu 12 km/h betätigen.
Der CC ist vom 308 RCZ Concept inspiriert, der technisch ebenfalls auf dem 308 basiert. Das Heck ist mit einem geteilten mattschwarzen Diffusor und einem Spoiler ausgestattet.
Die Karosserie des CC ist konstruktionsbedingt zum Teil anders gestaltet und daher länger und tiefer als der normale 308. So beträgt die Gesamtlänge 4440 mm anstatt 4276 mm und ist nur 1426 mm hoch anstatt 1498 mm. Das Leergewicht ist aufgrund notwendiger zusätzlicher Versteifungen und der aufwendigen Dachkonstruktion ebenfalls höher als im 308 und beträgt 1555 kg. Der Kofferraum des Cabrios hat ein verringertes Fassungsvermögen; es beträgt mit geöffnetem Verdeck 226 Liter, bei geschlossenem Verdeck 403 Liter.
Innerhalb weniger Millisekunden nach Erkennung der Gefahr eines Überschlags bilden ausfahrbare Bügel hinter den hinteren Kopfstützen in Kombination mit den (für diesen Zweck konstruierten) verstärkten Frontscheibensäulen eine Sicherheitszelle. Jeder Vordersitz ist mit einem Brust-/Becken-Seitenairbag ausgestattet und, weltweit einzigartig beim 308 CC, mit einem zusätzlichen Kopf-Seitenairbag, womit ein wirksamer Schutz aller Körperteile unabhängig von der Sitzposition gewährleistet wird.
Der Peugeot 308 CC erhielt im Euro-NCAP-Crash-Test für die „Insassensicherheit für Erwachsene“ 5 Sterne.
Alle Modelle des 308 CC sind serienmäßig mit Antiblockiersystem (ABS) ausgerüstet, das dem Fahrer ermöglicht, das Fahrzeug auch bei Notbremsungen in der Spur zu halten. Der „Notbremsassistent“ erhöht im Bedarfsfall die Wirksamkeit der Bremsen. Die elektronische Bremskraftverteilung (EBV) regelt den Bremsdruck für jedes einzelne Rad. Ein elektronisches Stabilitätsprogramm (ESP) ist ebenfalls vorhanden.
Im 308 CC ist das eCall-System zum unmittelbaren Informieren von Notrufdiensten als Peugeot Connect SOS verfügbar. Wenn die Pyrotechnik der Sitzgurte oder Airbags aktiviert wird, setzt das Fahrzeug automatisch einen Notruf ab: Das System schickt unter anderem die Standortdaten des Fahrzeugs, stellt eine Telefonverbindung zum Fahrer her und fordert den geeigneten Notdienst an, der dahin geschickt wird. Man kann den Dienst auch selbst anrufen, wenn man an einem Unfall beteiligt oder Zeuge eines Unfalls ist. Dieser SOS-Service war derzeit in zehn europäischen Ländern verfügbar, 2011 nahm die EU das Thema auf, und es war die Erweiterung auf 12 Länder geplant. Im April 2015 fand es als Verordnung Eingang in die EU-Gesetzgebung.
Der 308 CC hat einige spezielle Austtattungskomponenten, die im normalen 308 nicht vorhanden sind: Die Armaturentafel mit weißen statt schwarzen Zifferblättern verweist beispielsweise auf die Welt des Uhrmacherhandwerks. Das originale Lederlenkrad mit abgeflachter Unterseite hat einen matten Chromring, und die Mittelkonsole ist mit schwarzem Hochglanzlack überzogen. Die Mittelkonsole mit integrierter Armlehne enthält alle speziellen Bedienungselemente des CC: Steuerung des automatischen Faltdachs, gleichzeitige Bedienung aller vier Fensterheber, „Airwave“-Einstellung für Fahrer und Beifahrer sowie das Einstellungsmenü für das Satellitennavigationssystem. Wer das Navigationssystem geordert hat, kann Öffnen und Schließen des Dachs auch als kleine Animation auf dem Display verfolgen.
„Airwave“ nennt Peugeot das System, das mit Hilfe von warmer Luft, die aus den Kopfstützen der Vordersitze ausströmt, am Hinterkopf, im Nacken und am Kopf selbst ein Wärmekissen erzeugt. Diese „Nackenheizung“ ist ansonsten nur in höheren Preissegmenten erhältlich. In Kombination mit der automatischen Klimaanlage, den beheizbaren Sitzen vorn und dem Windschott bietet das Airwave-System deutlich mehr Spielraum zum offenen Fahren.
Auf Wunsch ist eine Voll-Lederausstattung erhältlich, die zusätzlich zu den Ledersitzen einen mit hochwertigen Nähten versehenen Lederbezug der Armaturentafel sowie der Umrahmungen der Türverkleidungen und hinteren Verkleidungen, außerdem einen U-förmigen Lederbezug auf der Konsole in der Farbe der Armaturentafel umfasst.
Der Peugeot 308 CC wurde zunächst mit zwei verschiedenen Motorisierungen angeboten, einem 1,6-Liter-Ottomotor und einem 2,0-Liter-HDi-Dieselmotor. Ab Juli 2009 kamen der neu überarbeitete 1,6-Liter-HDi-Dieselmotor mit 82 kW sowie der 1,6-Liter-Turbo-Ottomotor mit 110 kW zum Einsatz. Die Benzinversionen haben 5-Gang-Schaltgetriebe im VTi bzw. 6-Gang-Schaltgetriebe im THP, optional gibt es für die 110-kW-Version ein 6-Stufen-Automatikgetriebe. Die beiden Dieselversionen sind mit einem 6-Gang-Schaltgetriebe ausgestattet, optional gibt es für die 2,0-Liter-Version ein 6-Stufen-Automatikgetriebe.
Im Mai 2010 wurde der 1.6 THP überarbeitet und leistet seitdem 115 kW. Im Oktober 2010 folgten noch zusätzlich die 147 kW starke Version des 1,6-Liter-Turbo sowie ein 120 kW starker 2,0-Liter-Dieselmotor. Beide letztgenannten kommen auch im Peugeot RCZ zum Einsatz.
- 1.6 16V VTi mit 88 kW (120 PS); 03/2009–08/2013
- 1.6 16V THP mit 110 kW (150 PS); 07/2009–05/2010
- 1.6 16V THP mit 115 kW (156 PS); 05/2010–03/2015
- 1.6 16V THP mit 147 kW (200 PS); seit 10/2010
- 1.6 16V HDi FAP (Filtre à particules) Rußpartikelfilter mit 82 kW (112 PS); 07/2009–10/20154
- 2.0 16V HDi FAP mit 103 kW (140 PS); 03/2009–04/2011
- 2.0 16V HDi FAP mit 120 kW (163 PS) mit 6-Stufen-Automatik; 10/2010–03/2015

Auch der 308 CC erhielt 2011 die Modellpflege, seitdem lösten die Ausstattungslinien Access, Active und Allure die bisherigen Filou, Tendance, Premium ab.
Im März 2015 wurde als letztes Modell der ersten 308-Generation auch der CC eingestellt. Ein Nachfolger ist im Rahmen der Markenstrategie, die eine Verkleinerung der Modellpalette vorsieht, zunächst nicht geplant.

## Modellpflege

### 2009
Im März wurde der 308 technisch überarbeitet. Das Design blieb unverändert. Der 2.0-HDi-FAP-Motor leistet seitdem 103 kW (140 PS) und erfüllt die Euro-5-Abgasnorm. Des Weiteren wurde der Durchschnittsverbrauch auf 5,3 Liter je 100 Kilometer gesenkt; dabei stößt er nun 139 g CO2 pro Kilometer aus.
Der 308 SW HDi FAP 110 mit 80 kW (109 PS) stößt nun 130 g statt 134 g CO2 pro Kilometer aus. Dies ist auf die Verwendung von Leichtlaufreifen zurückzuführen.
Der 110 kW (150 PS) starke 1.6-150-THP-Motor verbraucht aufgrund eines neuen Sechsgang-Schaltgetriebes und Leichtlaufreifen nach der Modellpflege 7,0 Liter pro 100 Kilometer.
Außerdem ist nun in der Optionsliste auch ein neues Navigationssystem, welches 950 € kostet.

### 2011
Sein Debüt gab der überarbeitete Peugeot 308 auf dem Genfer Auto Salon. Ab dem 7. Mai 2011 war er im Handel erhältlich.
Links und rechts neben dem neuen Kühlergrill finden sich nun das Standlicht und bogenförmige Tagfahrlichter in LED-Technik sowie die Nebelleuchten. Außerdem trug der 308 neue Klarglasscheinwerfer.
Am Heck hatte sich dagegen wenig getan. Der Kompaktwagen bekam eine zusätzliche Chromleiste, der Kombi SW und das Coupé-Cabriolet CC, die ebenfalls die neue Front bekamen, blieben in der Rückansicht dagegen nahezu unverändert. Ebenfalls nur Detailverbesserungen gab es auch im Innenraum.
Die Motorenpalette wurde um ein sparsameres Aggregat erweitert: Der 1,6 e-HDi feierte seine Peugeot-Premiere (bei Citroën schon länger zu haben) eben erst im Peugeot 508 I. Die Leistung blieb weiterhin bei 82 kW (112 PS). Er war, anders als im 508, auch mit manueller Schaltung erhältlich und nur wahlweise mit dem automatisierte Schaltgetriebe ESG gekoppelt. Dies brachte zwar Komforteinbußen mit sich, sollte in Bezug auf Effizienz aber besser sein als der Handschalter. Zusammen mit der Stopp-Start-Automatik erzielte der 308 e-HDI ESG einen Verbrauchswert von 3,7 Litern je 100 Kilometer nach NEFZ. Mit manuellem Getriebe verbraucht der Motor 0,2l Diesel mehr auf der gleichen Distanz – und liegt damit nicht mehr unter der 100-Gramm-CO2-Marke, welche die ESG-Version mit 98 Gramm CO2 je Kilometer zu unterbieten vermag.
Die Preise (Stand: Dezember 2011) begannen für den Fünftürer nun bei 17.050 €. Der SW war ab 18.250 € zu haben und für das Coupé-Cabriolet waren es mindestens 25.950 €.

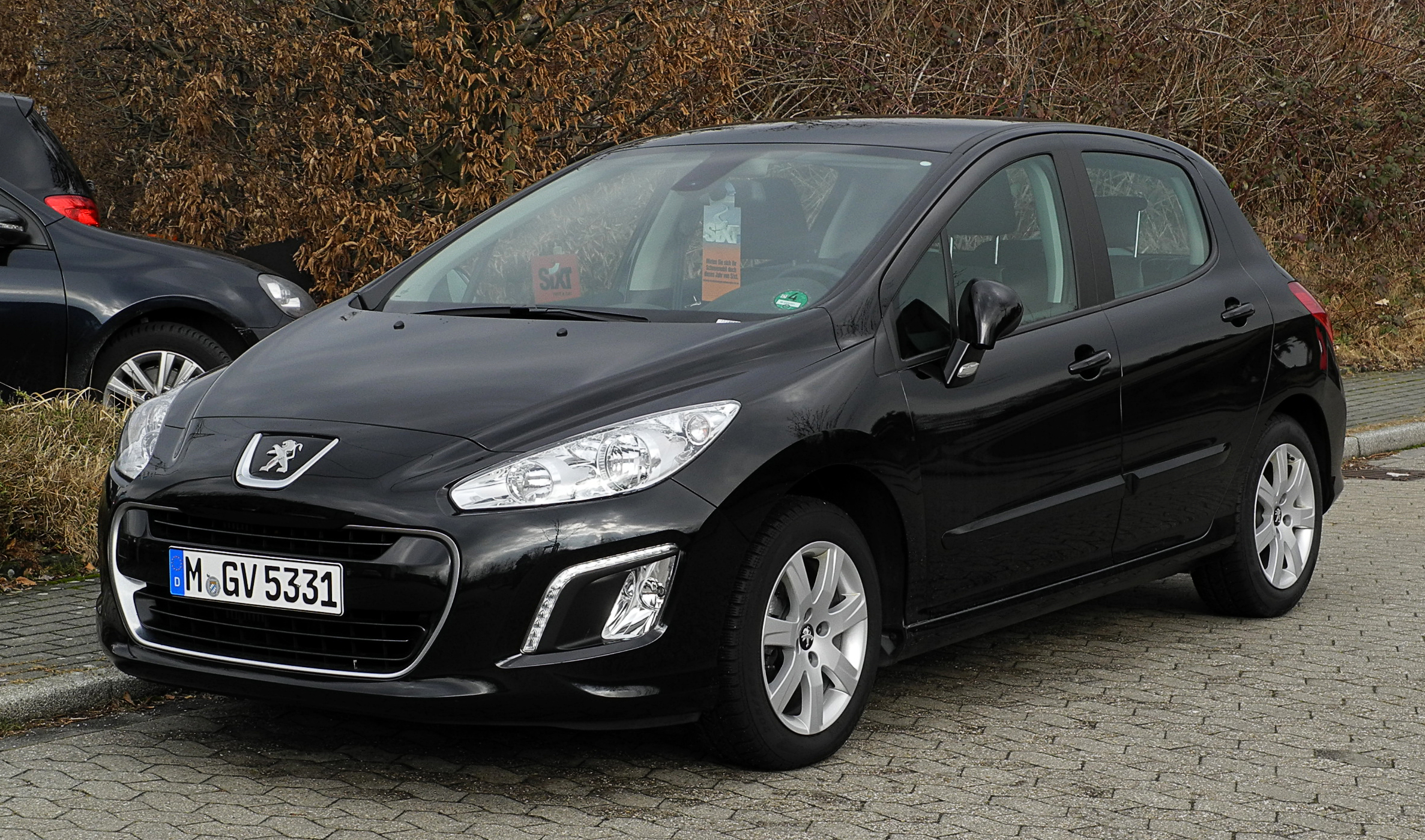
Peugeot 308 (2011–2013)
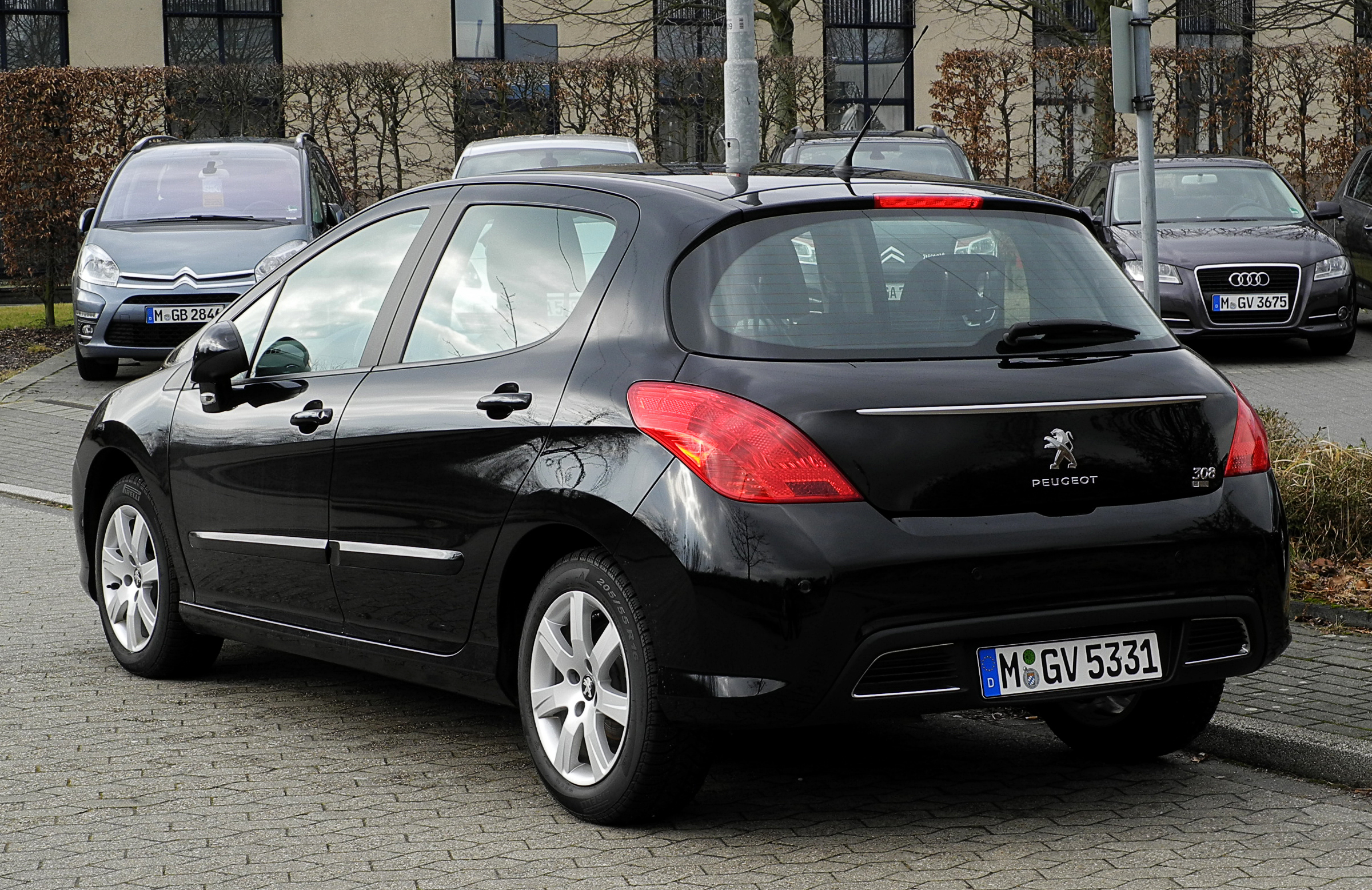
Heckansicht
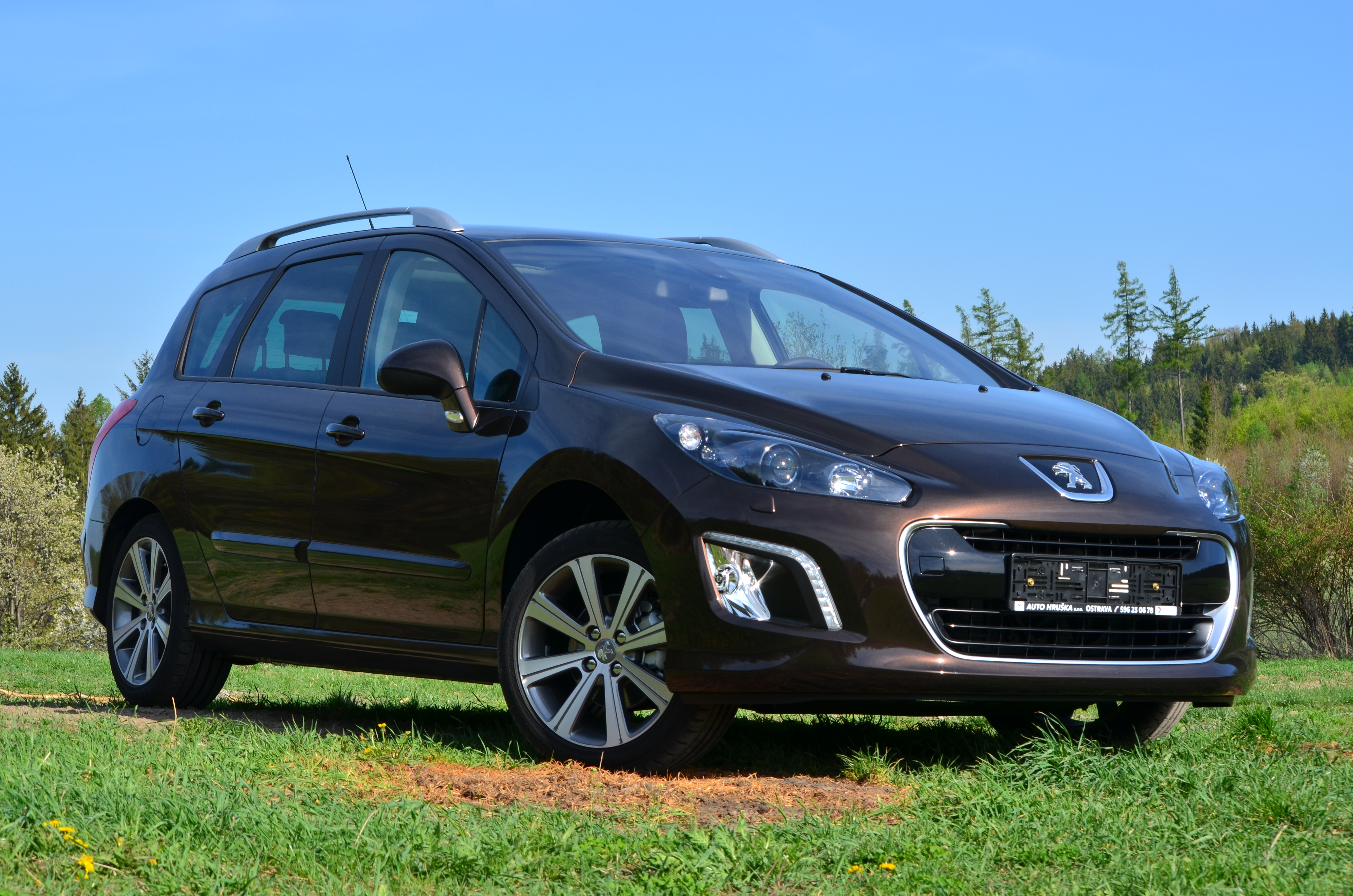
Peugeot 308 SW (2011–2014)
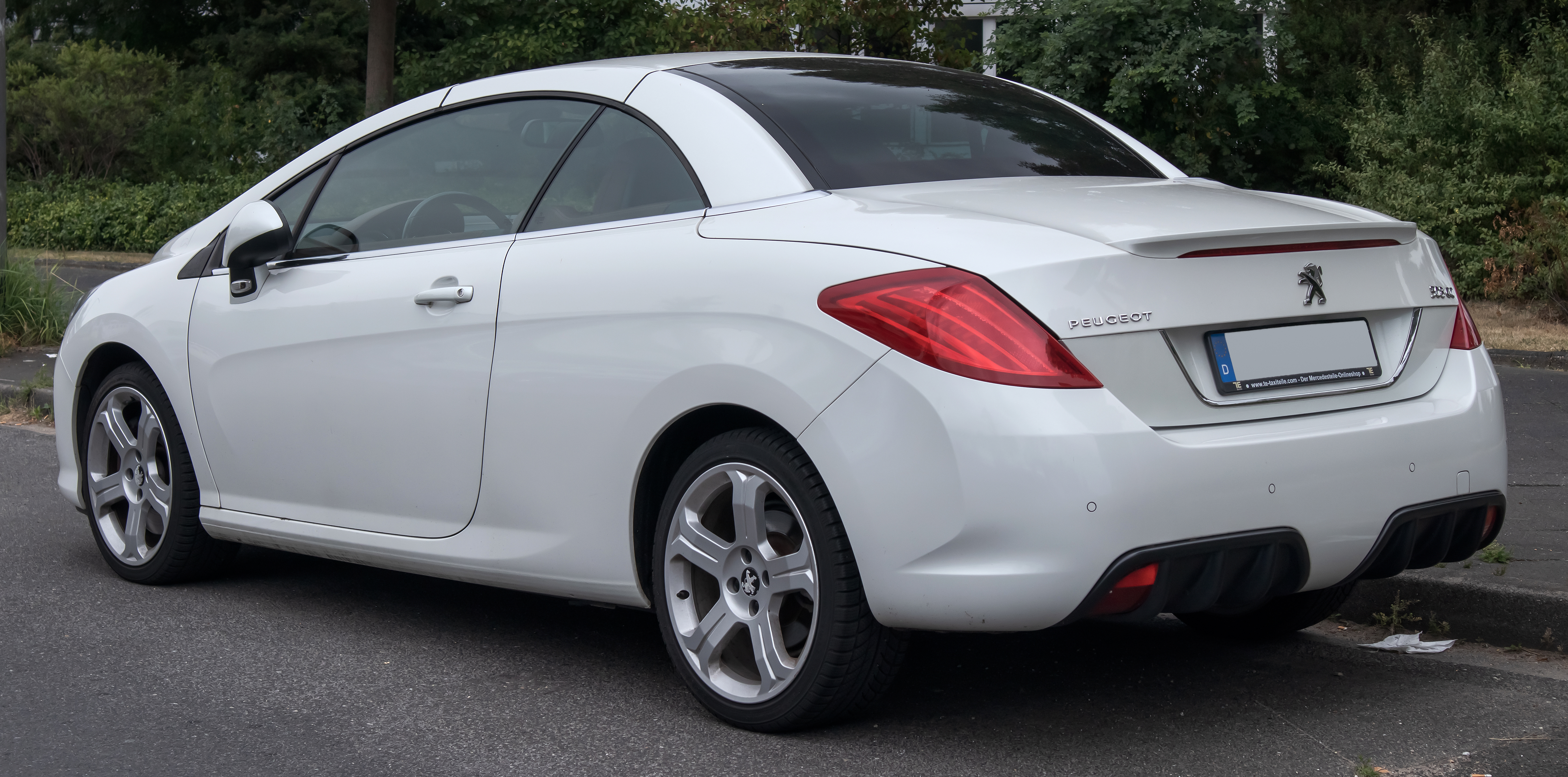
Peugeot 308 CC (2011–2015)
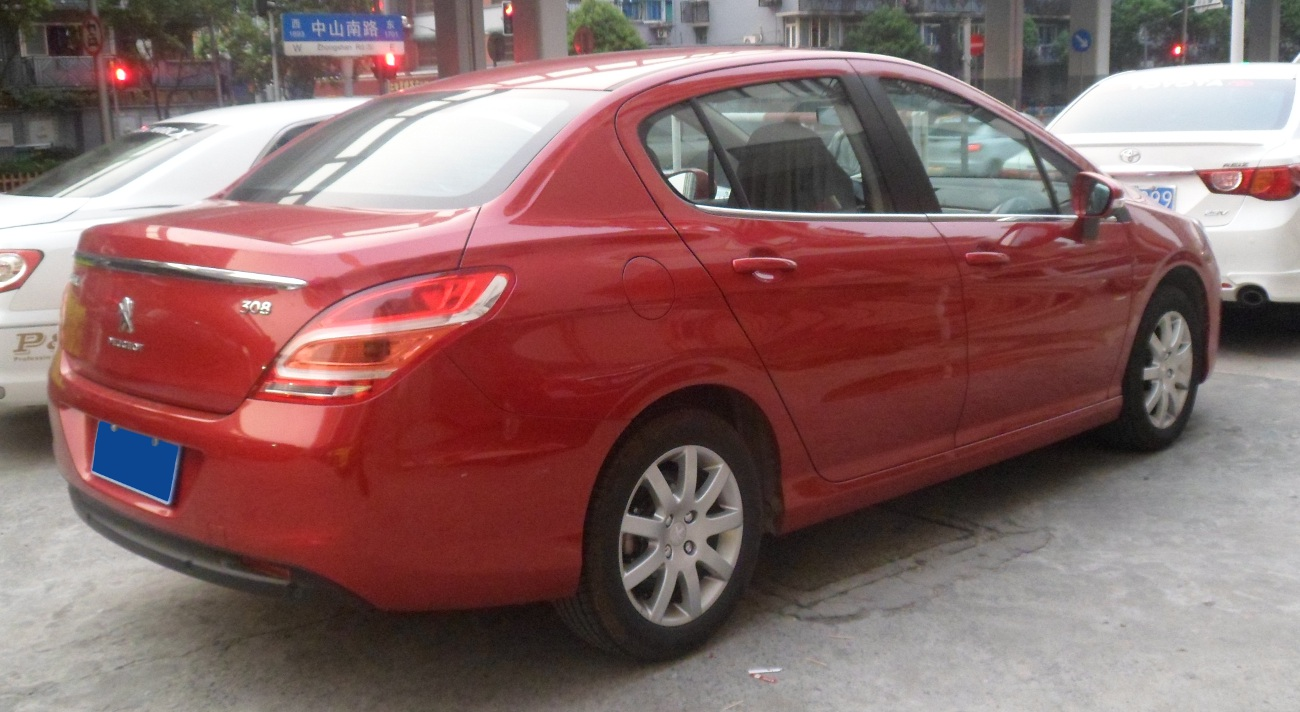
Peugeot 308 Limousine (seit 2012)

Im September 2013 kam der gleichnamige Nachfolger als Schräghecklimousine auf den Markt, die es nur noch fünftürig gibt. Die Kombivariante SW folgte im Mai 2014.